# Cédric Paquette
Cédric Paquette (* 13. August 1993 in Gaspé, Québec) ist ein kanadischer Eishockeyspieler, der seit Juli 2023 beim HK Dynamo Moskau aus der Kontinentalen Hockey-Liga (KHL) unter Vertrag steht. Zuvor verbrachte der Center in der National Hockey League sieben Jahre bei den Tampa Bay Lightning, mit denen er in den Playoffs 2020 den Stanley Cup gewann, und stand kurzzeitig bei den Ottawa Senators, Carolina Hurricanes und Canadiens de Montréal auf dem Eis.

## Karriere

### Jugend
Cédric Paquette kam in Gaspé zur Welt und besuchte im ca. 600 Kilometer entfernten Rivière-du-Loup das private Collège Notre-Dame. Für dessen Eishockeymannschaft, die Collège Notre-Dame Albatros, spielte er von 2008 bis 2011 auf höchstem Niveau (Midget AAA) in der Altersstufe unter 18. 2010 wurde er von den Montréal Juniors im Entry Draft der Ligue de hockey junior majeur du Québec (LHJMQ) an 89. Position ausgewählt und spielte somit seit Frühjahr 2011 in einer der höchsten Juniorenligen Kanadas.
Mit Beginn der Saison 2011/12 zogen die Juniors nach Boisbriand um und firmierten fortan als Armada de Blainville-Boisbriand. Für diese erreichte der Center in seiner LHJMQ-Debütsaison 48 Scorerpunkte in 63 Spielen und wurde am Ende der Spielzeit von den Tampa Bay Lightning an 101. Position im NHL Entry Draft 2012 ausgewählt. In seinem zweiten Jahr in Boisbriand führte er die Armada als Assistenzkapitän an und steigerte seine persönliche Statistik deutlich auf 83 Scorerpunkte in 63 Spielen.

### NHL
Aufgrund dieser Leistungen unterzeichnete Paquette im Mai 2013 einen Einstiegsvertrag bei den Lightning. Diese gaben ihn direkt an die Syracuse Crunch ab, das Farmteam aus der American Hockey League (AHL), wo er zum Saisonende noch auf drei Playoff-Einsätze kam. Mit der Spielzeit 2013/14 etablierte sich der Center bei den Crunch und erzielte 44 Scorerpunkte aus 70 AHL-Spielen. In der Folge beriefen ihn die Lightning im April 2014 erstmals in den NHL-Kader, woraufhin er in der National Hockey League debütierte. Zudem nahm er an den vier Playoff-Spielen gegen die Canadiens de Montréal teil, die allesamt verloren wurden.
Mit der Saison 2014/15 etablierte sich Paquette im NHL-Aufgebot, wobei ihm im Januar 2015 ein Hattrick gegen die Detroit Red Wings gelang. Mit dem Team erreichte er das Endspiel der Playoffs 2015, unterlag dort allerdings den Chicago Blackhawks. Der Finaleinzug gelang den Lightning in den Playoffs 2020 erneut, wobei sich das Team diesmal durch einen 4:2-Erfolg über die Dallas Stars den Stanley Cup sicherte.
Im Dezember 2020 wurde Paquette mitsamt Braydon Coburn sowie einem Zweitrunden-Wahlrecht im NHL Entry Draft 2022 an die Ottawa Senators abgegeben. Im Gegenzug wechselten Marián Gáborík und Anders Nilsson nach Tampa, die beide auf der long-term injured reserve list stehen und mit großer Wahrscheinlichkeit kein Spiel in der Saison 2020/21 absolvieren werden. Die Lightning gaben somit genug Gehaltsvolumen frei, um den salary cap einzuhalten. In der kanadischen Hauptstadt bestritt Paquette allerdings nur neun Partien, ehe er im Februar 2021 samt Alex Galchenyuk zu den Carolina Hurricanes transferiert wurde, die im Gegenzug Ryan Dzingel an die Senators abgaben. In Carolina beendete er die Saison 2020/21 und wechselte anschließend als Free Agent zu den Canadiens de Montréal.

### KHL
Nach der Spielzeit 2021/22 entschloss sich Paquette zu einem Wechsel nach Europa, indem er im August 2022 einen Vertrag beim HK Dinamo Minsk aus der Kontinentalen Hockey-Liga (KHL) unterzeichnete. Ein Jahr später wechselte der Kanadier innerhalb der Liga zum HK Dynamo Moskau.

## Erfolge und Auszeichnungen
- 2020 Stanley-Cup-Gewinn mit den Tampa Bay Lightning

## Karrierestatistik
Stand: Ende der Saison 2023/24
(Legende zur Spielerstatistik: Sp oder GP = absolvierte Spiele; T oder G = erzielte Tore; V oder A = erzielte Assists; Pkt oder Pts = erzielte Scorerpunkte; SM oder PIM = erhaltene Strafminuten; +/− = Plus/Minus-Bilanz; PP = erzielte Überzahltore; SH = erzielte Unterzahltore; GW = erzielte Siegtore; 1 Play-downs/Relegation; Kursiv: Statistik nicht vollständig)

## Familie
Sein Cousin Christopher Paquette ist ebenfalls Eishockeyspieler und wurde von den Tampa Bay Lightning im NHL Entry Draft 2016 an 148. Position ausgewählt.